# Мещёрский (Москва)
Мещёрский — посёлок в составе Москвы, на территории района Солнцево Западного административного округа.

## География
Расположен в западной части Москвы, примыкает ко внешней стороне МКАД, южнее посёлка находится ж/д платформа Мещерская. Близ посёлка — исток реки Натошенки.

## История
Возник в начале XX века как дачный посёлок Княж-Мещерский. Название было дано по фамилии землевладельца — князя Сергея Борисовича Мещерского. В 1904 году Московская земская управа утвердила план развития посёлка, а в 1910 году в Мещёрском было уже 108 самостоятельных землевладений и образовалось общество благоустройства посёлка. Владельцам земельных участков запрещалось строить на них торговые или промышленные учреждения.
В советское время первая часть названия посёлка была утрачена. В 1926 году здесь проживали 200 человек, в 1939 году — 2000, а в 1959 году — 4400. С 1962 года имел статус посёлка городского типа, подчинялся Ленинскому, с 1968 года Гагаринскому районному совету Москвы. В 1984 году, с образованием Солнцевского района, посёлок был включён в городскую черту Москвы. С 1991 года Мещёрский в составе муниципального округа «Солнцево», с 1995 — в районе Солнцево Западного административного округа Москвы.

## Инфраструктура
На территории посёлка находится Мещерский пруд и зона отдыха. Основная транспортная магистраль — Мещерский проспект.

## Транспорт
Посёлок имеет транспортное сообщение: автобус № 883 ("Станция метро "Озёрная" - станция метро "Говорово"), на МКАД остановка автобуса № 816 (ВКНЦ - станция метро "Калужская"), электропоезда (платформа Мещёрская).